# NGC 1069
NGC 1069 je galaksija u zviježđu Kit.

## Vanjske poveznice
- SEDS: NGC 1069